# Militär-Verdienstmedaille (Ungarn)
Die Militär-Verdienstmedaille war ein Orden des Königreichs Ungarn.

## Geschichte
Die Medaille wurde am 14. Juni 1922 von Reichsverweser Miklós Horthy gestiftet. Die Soldaten, die für die Militär-Verdienstmedaille im Ersten Weltkrieg nominiert worden waren, aber zum Zeitpunkt des Kriegsendes nicht ausgezeichnet werden konnten, wurden mit der Ungarischen Militär-Verdienstmedaille ausgezeichnet, trugen jedoch die verkleinerte Militär-Verdienstmedaille am Band. Mit der Entthronung des Hauses Habsburg in Ungarn wurde die Verleihung der Medaille eingestellt. Auch das Tragen der Auszeichnung war zeitweise verboten, wurde aber später in Ungarn durch das österreichisch-ungarische Erbrecht erlaubt.
Der Mangel an ungarischen Kriegsmedaillen belebte Signum Laudis im Mai 1939 wieder als Kriegsmedaille mit Schwertern. Das Band war rot und hatte an den Seiten einen schmalen grün-weißen Rand.

## Stufen
Die Auszeichnung erfuhr mehrere Statutenänderungen und konnte zuletzt wie folgt zur Verleihung kommen:
- Ungarische Große Goldene Militär-Verdienstmedaille im Jahr 1922
- Ungarische Große Goldene Militär-Verdienstmedaille mit Schwertern im Jahr 1939
- Ungarische Militär-Verdienstmedaille in Silber im Jahr 1922
- Ungarische Militär-Verdienstmedaille in Silber mit Schwertern im Jahr 1939
- Ungarische Militär-Verdienstmedaille in Bronze im Jahr 1922
- Ungarische Militär-Verdienstmedaille in Bronze mit Schwertern im Jahr 1939

| Ungarische Große Goldene Militär-Verdienstmedaille im 1929 | Ungarische Große Goldene Militär-Verdienstmedaille kleine Dekoration im 1939 | Ungarische Militär-Verdienstmedaille in Silber im Jahr 1922 für Zivilisten | Ungarische Militär-Verdienstmedaille in Silber im Jahr 1922 für Soldaten | Ungarische Militär-Verdienstmedaille in Silber mit Schwertern im Jahr 1939 für Soldaten | Ungarische Militär-Verdienstmedaille in Bronze im Jahr 1922 für Zivilisten | Ungarische Militär-Verdienstmedaille in Bronze im Jahr 1922 für Soldaten | Ungarische Militär-Verdienstmedaille in Bronze mit Schwertern im Jahr 1939 für Soldaten |

## Ordenszeichen
Das Ordenszeichen ist eine runde Medaille mit einem Durchmesser von 30 Millimeter aus vergoldeter Bronze, die von einer beweglich angebrachten ungarischen Stephanskrone überhöht wird. Die Medaille zeigt auf der Vorderseite das Doppelkreuz mit drei Bergen und Lorbeerzweigen umrahmt, auf der Rückseite umschließt ein Lorbeerkranz die Inschrift „Signum Laudis, 1922“. Die silberne Medaille ist identisch gestaltet und aus Silber hergestellt. Es existieren aber auch Exemplare aus versilberter Bronze. Die Große Militär-Verdienstmedaille hat eine ovale Form, die Krone ist beiderseits von Lorbeerzweigen umrahmt.

## Trageweise
Getragen wurde die Militär-Verdienstmedaille an einem Dreiecksband an der linken Brustseite. Zivilisten trugen die Medaille auch an einem grünen Band. Soldaten trugen sie an einem grünen Band mit einem schmalen rot-weißen Rand, am Band der Orden, darunter die Militär-Verdienstmedaille.